# Temel Kotil

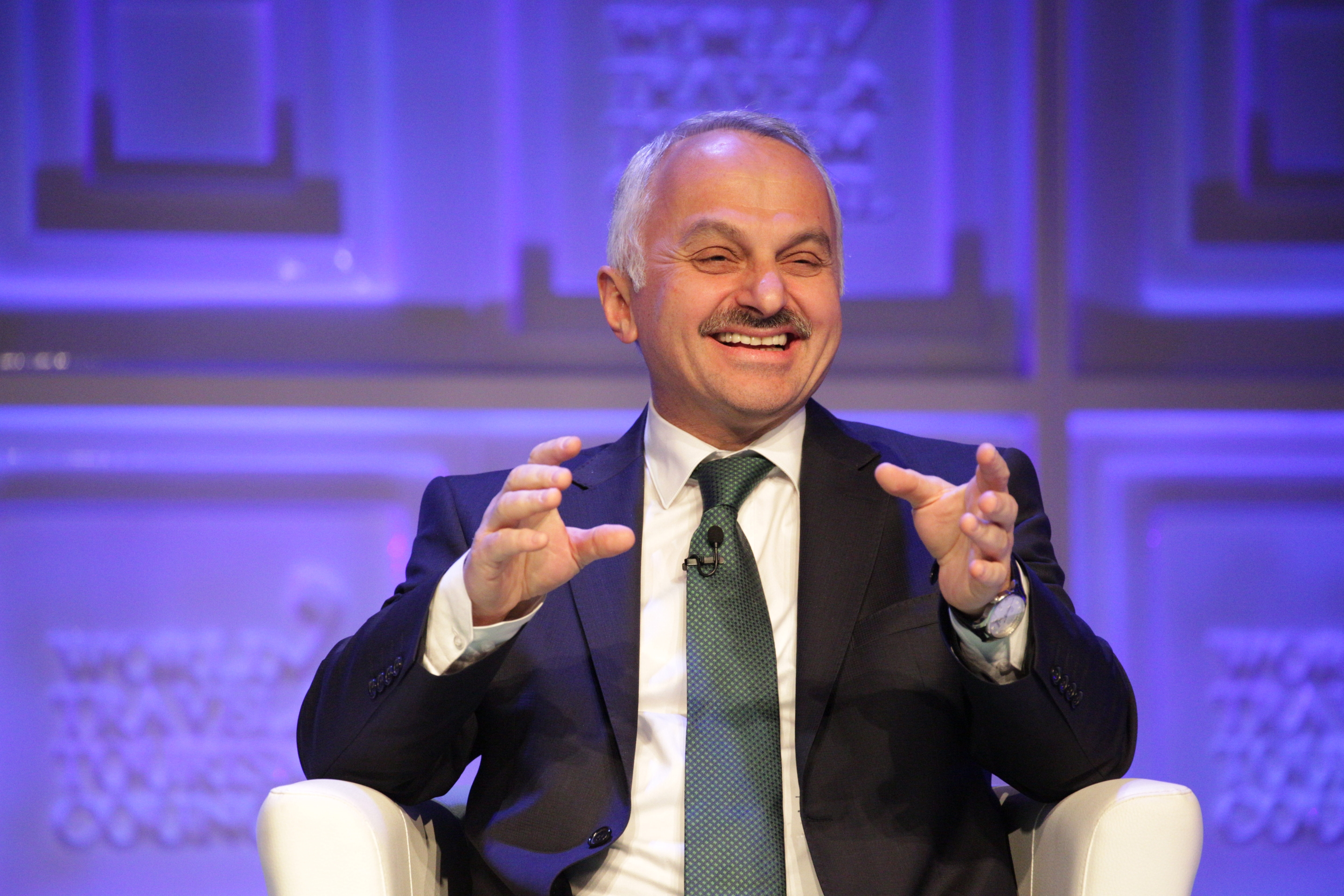
Temel Kotil, 2015

Temel Kotil (* 3. Dezember 1959 in Gündoğdu, Rize, Türkei) war von 2005 bis 2016 CEO der Turkish Airlines.

## Leben
Kotil absolvierte im Jahr 1983 ein Studium der Luft- und Raumfahrttechnik an der Technischen Universität Istanbul (ITÜ). Im Jahr 1986 erwarb er in den Vereinigten Staaten in der Fachrichtung Luft- und Raumfahrttechnik das Diplom an der University of Michigan. Hier erhielt er ebenfalls sein Zweitdiplom in Maschinenbau – Ingenieurwesen und legte im Jahr 1991 seine Doktorarbeit vor.
Von 1991 bis 1993 leitete er als Gründer die Laboratorien in der Luft- und Raumfahrttechnischen Fakultät an der Technischen Universität Istanbul. In den Jahren von 1993 bis 1994 war er stellvertretender Dekan dieser Fakultät.
Nachdem er im Jahr 2001 in Illinois als Gastprofessor und später in New York bei AIT Inc. als Leiter der Abteilung Forschung und Entwicklung arbeitete, nahm er die Leitung der Forschung, Planung und Koordination der Verkehrsnetzleitung in der Großstadtverwaltung von Istanbul wahr.
Im Jahr 2003 begann er seine Karriere bei Turkish Airlines (THY) als stellvertretender Technischer Leiter. Im Jahr 2005 wurde Kotil zum Turkish Airlines General Manager ernannt.
Er wurde im Jahr 2006 Vorstandsmitglied der Internationalen Luftverkehrs-Vereinigung (International Air Transport Association – IATA) und im Jahr 2010 zum Vorstandsmitglied des Verbandes Europäischen Fluggesellschaften (Association of European Airlines – AEA) gewählt.
Er ist verheiratet und Vater von vier Kindern. Kotil ist seit 1991 Mitglied der Türkischen Maschinenbau-Gesellschaft und Mitglied des „Board of Governors“ an der International Air Transport Association.
Am 1. Januar 2014 wurde Kotil zum Präsidenten des Verbandes Europäischen Fluggesellschaften gewählt.
Kotil erklärte am 21. Oktober 2016 seinen Rücktritt als CEO von Turkish Airlines; Bilal Ekşi wird als Nachfolger seine Position übernehmen.
Seit August 2024 ist er CEO des türkischen Energieerzeugers Çalık Enerji. Zuvor war Kotil einige Jahre Chief Executive Officer des türkischen Luftfahrt- und Rüstungskonzerns Tusaş.